# Armeniș
Armeniș é uma comuna romena localizada no distrito de Caraș-Severin, na região de Banato. A comuna possui uma área de 143.37 km² e sua população era de 2514 habitantes segundo o censo de 2007.